# 한명구
한명구(1960년 3월 17일 ~ )는 대한민국의 연극배우 겸 대학 교수이다.

## 학력
- 서울예술대학 연극과 전문학사
- 용인대학교 연극영화학과 학사
- 용인대학교 대학원 문화예술학과 예술학 석사
- 성균관대학교 대학원 영상학과 예술학 박사

## 출연작

### 연극
- 2015년 《레드》 ... 마크 로스코 역
- 2014년 《날아다니는 돌》
- 2014년 《가을소나타》 ... 빅토르 역
- 2014년 《챙》
- 2013년 《바냐아저씨》 ... 세례브랴꼬프 역
- 2013년 《만선》
- 2012년 《과부들》 ... 대위 역
- 2011년 《나는 너다》
- 2010년 《돈키호테》 ... 돈키호테 역
- 2010년 《세종, 하늘의 소리를 듣다》
- 2009년 《흉가에 볕들어라》 ... 파북숭이 역
- 2009년 《베니스의 상인》 ... 밧사니오 역
- 2008년 《애쉬즈 투 애쉬즈》
- 2007년 《네바다로 간다》 ... 월리머독 역
- 2003년 《매디슨 카운티의 추억》
- 2000년 《세자매》
- 1999년 《고도를 기다리며》 ... 블라디미르 역
- 1998년 《너는 누구냐?》
- 1998년 《목포의 눈물》
- 1986년 《아프리카》

### 영화
- 2022년 《곡녀》
- 2008년 《로맨틱 아일랜드》... 김 이사 역
- 2008년 《미인도》... 정조 역
- 2005년 《파랑주의보》... 수은 부 역
- 2002년 《취화선》... 이응헌 역
- 2001년 《베사메무쵸》... 한지훈 역
- 2001년 《인디안 썸머》... 박 검사 역
- 2001년 《이유없는 반항》... 인질범 역
- 1994년 《칠삭동이의 설중매》
- 1988년 《필사의 도망자》... 서 형사 역

### 드라마
- 2014년 EBS 《강대국의 비밀》나레이터 겸 MC
- 2015년 MBC 월화드라마 《화정》... 정인홍 역[3]
- 2013년 OCN 일요드라마 《특수사건 전담반 TEN 2》 - 강윤구 역

### 라디오 프로그램
- 2015년 EBS FM 《EBS 책 읽는 라디오 낭독 시리즈》

## 수상
- 2011년 제21회 이해랑 연극상
- 2000년 제1회 김동훈 연극상
- 1997년 동아연극상 남자연기상
- 1987년 서울연극제 신인연기상
- 1986년 서울연극제 무대미술상